# David F. Sandberg
David F. Sandberg, född 21 januari 1981 i Jönköping, är en svensk filmregissör och manusförfattare. Sandberg långfilmsdebuterade år 2016 med att regissera Lights Out, som är baserad på hans kortfilm med samma namn. Han är verksam i Los Angeles.

## Filmografi (i urval)
- 2006 – Vad tyst det blev...
- 2016 – Lights Out
- 2017 – Annabelle 2: Creation
- 2019 – Shazam!
- 2023 – Shazam! Fury of the Gods
- 2025 – Until Dawn